# Верхня Рита
Верхня Рита (біл. Верхняя Рыта) — річка в Малоритському районі Берестейської області Білорусі, права притока річки Малорита (басейн Вісли). Довжина 24,5 км. Починається з озера Кримно (Україна), в межах Малоритського району використовується як водоприймач меліоративної системи "Вир" та джерело зрошення. Основний стік спрямований у Малориту, при необхідності частину стоку направляють у річку Рита, що має самостійний водотік. Русло каналізоване на всьому протязі.